# セフェム

セファロスポリンの骨格

セファマイシンの骨格

セフェム（Cephem）とは、セファロスポリンやセファマイシンを含むβ-ラクタム系抗生物質のサブグループである。 最も知られたヘテロ4員環化合物の一つである。

## 参考資料
1. ↑  “medscape.com”. 2008年12月29日閲覧。
2. ↑  Vitaku, E., D. T. Smith and J. T. Njardarson (2014). “Analysis of the Structural Diversity, Substitution Patterns, and Frequency of Nitrogen Heterocycles among U.S. FDA Approved Pharmaceuticals”. Journal of Medicinal Chemistry 57:  10257-10274. doi:10.1021/jm501100b. PMID 25255204.